# ContraPoints
Natalie Wynn (21 de octubre de 1988) es una YouTuber y comentadora política estadounidense cuyos videos exploran temas como la política, el género, la raza, y la filosofía, a través de su canal de YouTube ContraPoints. Wynn se caracteriza por proveer argumentos contra la derecha política mediante el uso de diferentes personajes ficticios comúnmente presentados en el contexto de un debate. Sus videos han recibido críticas positivas y han sido especialmente notados por sus intrincados decorados y vestuarios, además de por su humor negro. La gran mayoría de sus videos están subtitulados en español de América en su canal.

## Primeros años de vida
Wynn nació el 21 de octubre de 1988 en Arlington, Virginia y se crio en el mismo estado. Los padres de Wynn son un profesor de psicología y una médica. Asistió a la Universidad de Georgetown en Washington D. C. y estudió Filosofía, luego se inscribió en la Universidad Northwestern en Illinois para obtener un doctorado en filosofía, donde también se desempeñó como instructora. Wynn dejó Northwestern y sus estudios académicos, diciendo que estos se habían vuelto "aburridos hasta el punto de la desesperación existencial", y se mudó a Baltimore, Maryland.
Wynn ha escrito ficción, ha enseñado piano y ha trabajado como asistente legal y redactora publicitaria.

## Carrera de YouTube
Wynn comenzó a publicar videos de YouTube en 2008, inicialmente sobre religión y ateísmo. En 2016, comenzó el canal ContraPoints en reacción a la controversia de Gamergate y la creciente presencia de YouTubers de derecha, cambiando su contenido para contrarrestar sus argumentos. Los primeros videos de ContraPoints también cubrieron temas como raza, racismo y radicalización en internet. En sus videos, Wynn utiliza la filosofía, la sociología y la experiencia personal para explicar las ideas de izquierda y para criticar los puntos argumentos de debate de conservadores, liberales clásicos, extrema derecha y fascistas.
Los videos de Wynn a menudo tienen un tono combativo pero humorístico, que contiene humor oscuro y surrealista, sarcasmo y temas sexuales. Wynn a menudo ilustra conceptos al interpretar a diferentes personajes que participan en el debate. Los videos se han destacado por mostrar las decisiones de producción de Wynn, como la iluminación compleja, los trajes elaborados y la estética. En una entrevista en 2018 para The Verge, Katherine Cross nota una diferencia significativa entre Wynn y la forma en que se presenta en YouTube, explicando que en el canal de YouTube muestra una imagen de ser "alegre, distante, decadente y arrogante", mientras que Wynn personalmente “puede ser una persona seria y a la que los distintos temas le importan mucho, incluso demasiado"
El canal de video se financia a través de la plataforma de financiamiento colectivo Patreon, donde ContraPoints se encuentra entre los 20 principales creadores del sitio.

## Recepción del público
Los videos de Wynn han sido elogiados por su claridad, matices y sentido del humor que capta la atención. Jake Hall, escribiendo para Vice, llamó a Wynn "una de las ensayistas de video más incisiva y convincente de YouTube". En un artículo que contrasta su sinceridad personal y su sentido del humor irónico, The Verge la describe como la "Oscar Wilde de YouTube". La revista del New York Times afirma: "ContraPoints es muy buena. Independientemente del interés o la falta de interés del espectador en las guerras de la cultura de internet, los nazis de YouTube, o cualquiera de los otros temas de gran alcance cubiertos en sus videos, estos son divertidos, extraños, eruditos y convincentes". Nathan Robinson, de Current Affairs, considera a ContraPoints como el "blitzkrieg de una mujer contra la derecha de YouTube", y describe sus videos como "a diferencia de todo lo que he visto ... Muestra cómo se debe hacer el debate: no dando una pulgada a ideas venenosas. Pero, trayendo inteligencia superior, bromas más divertidas y trajes más elegantes a la lucha".
Los medios a menudo describen el contenido del canal como especialmente adecuado para una audiencia millenial, debido a su estilo humorístico y su atención directa a la cultura en línea. El análisis de Wynn sobre el uso de memes y emojis por parte de los fascistas en internet ha sido citado por el Southern Poverty Law Center en un artículo que explica el uso del emoji OK por parte de la extrema derecha. La periodista Liza Featherstone también recomienda el canal, diciendo que Wynn hace un "trabajo fabuloso" reconociendo los puntos válidos de sus oponentes mientras desacredita los argumentos débiles y revela la influencia de una agenda política de extrema derecha a veces no reconocida.
En noviembre de 2018, después de que un video de ContraPoints sobre los incels alcanzó más de un millón de visitas, The New Yorker publicó un perfil del canal, describiendo a Wynn como "una de las pocas celebridades de Internet que es tan inteligente como ella cree que es, y una de las pocas personas de izquierda que pueden tener matices sin ser aburridas". El Atlántic elogió el uso de Wynn de" escenarios exuberantes, iluminación caprichosa y música original de la compositora Zoë Blade y opinó de sus videos que" la atracción más espectacular [...] es Wynn misma ". Polygon nombró a su video en uno de los diez mejores ensayos de video del año 2018. En mayo de 2019, encabezó la lista de Dazed 100, que clasifica a las personas que "se atrevieron a darle un golpe en el brazo a la cultura".

## Vida personal
Wynn es una mujer transgénero, un tema que aparece en gran medida en sus videos y comenzó la transición de género en 2017. Wynn se identificó previamente como genderqueer. Actualmente se asume como lesbiana. Se considera feminista y se ha considerado socialista. A partir de 2017, reside en Baltimore, Maryland.